# Apedemak
Apedemak fou el principal déu de Núbia. Fou déu de Naga (Núbia) i de Debod, on se l'esmenta com a Pa-jere-Meki (El caçador), potser el seu nom egipci. Al temple de Naga, se'l representa com un home amb cap de lleó. Protector del faraó en les batalles, estava casat amb una dea de la qual no es coneix el nom, i de la qual hi ha representacions al temple de Naga i en una columna de Massawarat, i que sembla que era nubiana.
Apedemak va guanyar importància perquè era un déu d'arrels nubianes i va substituir progressivament el déu principal, Amon. Apedemak era quasi desconegut a Egipte.

## Orígens
Com que les incrustacions de lleons es van utilitzar originalment per a individus molt estimats en els enterraments, és possible que aquestes primeres figures de lleons de Kerman evolucionessin fins a convertir-se en Apedemak. No obstant això, es desconeix si els Kerman els veneraven com a déus amb temples dedicats, com els dels períodes posteriors Napatan i Meroitic, o si eren símbols de llegendes, orals. tradició o folklore.
Al segle III aC, Apedemak sembla haver esdevingut una deïtat important per als pobles que vivien a l'Alta Núbia. Nombrosos temples d'Apedemak es concentren a la regió de Butana, al sud de la capital de Meroë. L'absència de llocs de culte per a ell a les zones més al nord indica el seu origen meridional.